# Uroš Stojanov
Uroš Stojanov (serbisch-kyrillisch Урош Стојанов, * 5. Januar 1989 in Kikinda, SFR Jugoslawien) ist ein serbischer Fußballspieler.

## Karriere
Seinen ersten Vertrag unterschrieb Uroš Stojanov 2011 beim FK Donji Srem. Nach zwei Jahren wechselte er nach Pirot und schloss sich FK Radnički Pirot an. Der Verein spielte in der Dritten Liga, der Serbian League East. Nach 44 Spielen und 19 Toren ging er 2013 nach Bosnien und Herzegowina, wo er einen Vertrag bei NK Jedinstvo Bihać in Bihać unterschrieb. Der Verein spielte in der First League of the Federation of Bosnia and Herzegovina und belegte am Ende der Saison 2013/2014 den 2. Platz. 2014 wechselte er zum Ligakonkurrenten NK Zvijezda Gradačac nach Gradačac. Im Juli 2015 wechselte er nach Zypern. Hier unterschrieb er einen Vertrag beim Ayia Napa FC, einem Verein aus Agia Napa, der in der Second Division spielte. Nach Thailand zog es ihn 2016. Der Zweitligist Prachuap Khiri Khan verpflichtete ihn für ein Jahr. Prachuap belegte am Ende der Saison einen dritten Tabellenplatz und stieg somit in die Erste Liga auf. 2017 verließ er Thailand und ging nach Griechenland, wo er sich bis August Kissamikos anschloss. Von September bis Januar 2018 ging er nach Montenegro, wo er neun Spiele für FK Rudar Pljevlja absolvierte. Im Januar 2018 wechselte er wieder nach Thailand. Hier ging er zum Drittligisten MOF Customs United FC aus Bangkok. Mit dem Verein wurde er Meister der Thai League 3 (Lower Region) und stieg somit in die Zweite Liga auf. Außerdem war er mit 15 Toren Torschützenkönig in seiner Region. 2020 verließ er Thailand und wechselte auf die Färöer. Hier unterschrieb er einen Vertrag bei ÍF Fuglafjørður. Der Verein ist auf der Insel Eysturoy beheimatet und spielt in der ersten Liga, der Betrideildin. 2020 wurde er mit 17 Toren Torschützenkönig der Liga. Nach 38 Spielen, in denen er 23 Tore erzielte, wechselte er im Juli 2021 zum Ligakonkurrenten B36 Tórshavn nach Tórshavn. Dann folgte Mitte der nächsten Saison Skála ÍF und seit Anfang 2023 steht er bei 07 Vestur unter Vertrag.

## Erfolge
- Meister der Thai League 3 – Lower Region: 2018

## Auszeichnungen
- Torschützenkönig der Thai League 3 – Lower Region: 2018 (15 Tore)
- Torschützenkönig der Betrideildin: 2020 (17 Tore)